# Robert Robertson
Robert Robertson, né en 1742 et mort en 1829, est un chirurgien britannique et membre de la Royal Society. 

## Biographie
Robertson naît en Écosse et fait ses études de chirurgien, où il commence à travailler comme médecin naval, d'abord sur des baleiniers (à partir de 1760) et ensuite dans la Royal Navy (à partir de 1768). Au cours de ses nombreuses expéditions, il consigne des observations sur la fièvre, le scorbut et de nombreuses autres maladies. Après 23 ans de service, il prend sa retraite dans un cabinet privé du Hampshire. Il est fait docteur en médecine par l'Université d'Aberdeen le 12 février 1779 et est admis à une licence du College des médecins le 25 juin 1779. Vers cette époque, il est nommé médecin, puis directeur de l'hôpital de Greenwich. Il est membre des Sociétés royale et antique et est l'auteur des ouvrages suivants :
- A Physical Journal kept on board H.M. Ship " Rainbow," daring three voyages to the Coast of Africa and the West Indies; with a Particular Account of the Remitting Fever which happened on that coast in 1769 in H.M. Sloop " Weasel." 4to. Lond. 1779.
- Observations on Jail, Hospital, or Ship Fever, from 4 April 1776, to 30 April 1789, made in various parts of Europe and America, and on the Intermediate Seas. London 1789.
- An Essay on Fevers; in which their theoretic genera, species, and various denominations are, from experience and observation of thirty years, reduced to their characteristic genus, febrile infection, and the cure established on philosophic induction. London 1790.
- Observations on the Diseases incident to Seamen, Londres 1807.
- Synopsis Morborum: a Summary View or Observation on the Principal Diseases incident to Seamen or Soldiers. London 1810.